# Reichstett
Reichstett (Richstett in alsaziano) è un comune francese di 4 389 abitanti situato nel dipartimento del Basso Reno nella regione del Grand Est.

## Società

### Evoluzione demografica
Abitanti censiti